# Vucsou
Vucsou (egyszerűsített kínai írással: 梧州市, pinjin: Wúzhōu) prefektúra szintű város Kínában, Kuanghszi-Csuang Autonóm Terület tartományban. Lakosainak száma 2 820 977 fő (2020).

## Népesség
| 2018 | 3 061 100 |
| 2020 | 2 820 977 |